# Specchio Sassone
Lo Specchio Sassone (in tedesco Sachsenspiegel) è la più rilevante raccolta normativa del Medioevo tedesco. Esso è un codice descrittivo, cioè registra la pratica giuridica corrente senza imporre nuove leggi.
Il nome specchio sassone aveva un significato allegorico: infatti, come si può osservare il proprio volto in uno specchio, così i sassoni avrebbero potuto vedere ciò che era giusto e lecito e ciò che non lo era in uno specchio. Lo specchio sassone rappresenta il primo grande documento giuridico redatto in tedesco e non in latino. Esisteva pure una precedente versione latina, ma è rimasta sconosciuta. Lo specchio sassone è stato conservato in quattro manoscritti dorati e miniati e in ben 480 frammenti e manoscritti.

## Precedenti raccolte di leggi sassoni
La Lex Saxonum era una raccolta di leggi emanate da Carlo Magno tra il 782 e l'803 come parte del suo piano per sottomettere la confederazione sassone. Questa raccolta fu redatta in modo da rappresentare un compromesso tra le consuetudini e gli statuti tradizionali dei sassoni pagani e le leggi stabilite dell'Impero carolingio, eliminando allo stesso tempo tutto ciò che era contrario allo spirito del cristianesimo; proclamava la pace delle chiese, di cui garantiva i beni e di cui riconosceva il diritto d'asilo.
La Lex Saxonum ci è pervenuta in due manoscritti e due vecchie edizioni, e il testo è stato curato da Karl von Richthofen nel Monumenta Germaniae Historica. Essa è preceduta da due capitolari di Carlo Magno per la Sassonia, il Capitulatio de partibus Saxoniae, che risale al 782 o al 785 o ancora al 795, ed è caratterizzato da grande severità, essendo la morte la pena per ogni reato contro la religione cristiana, e il Capitulare Saxonicum del 28 ottobre 797, in cui Carlo Magno mostra meno brutalità e pronuncia semplici composizioni per crimini che prima comportavano la morte. La Lex Saxonum risale apparentemente all'803, poiché contiene disposizioni che si trovano nel Capitulare legi Ribuariae additum di quell'anno.
Nonostante gli sforzi del sovrano franco, molti Sassoni continuarono a resistere al dominio franco, ribellandosi anche dopo la morte di Carlo Magno, come avvenne durante la rivolta di Stellinga, e ai tentativi di cristianizzazione, distruggendo chiese e ferendo o uccidendo presbiteri e monaci missionari. Lo studioso Pierre Riché definì la Capitulatio de partibus Saxoniae una "capitolare del terrore", osservando come il massacro di Verden del 782, durante il quale Carlo Magno ordinò l'esecuzione di 4.500 prigionieri sassoni, possa essere visto come una prefazione al codice legale.

## Storia
Lo Specchio Sassone fu redatto da Eike von Repgow su incarico del principe Hoyer di Falkenstein, discendente di Egeno II, fra il 1220 e il 1230 circa nel castello di Falkenstein. Secondo la tradizione egli avrebbe trascritto il diritto, fino ad allora tramandato oralmente, vigente in Sassonia. In realtà, si ritiene oggi che egli abbia operato in modo più innovativo, appunto avvalendosi di fonti canoniche ad esempio (secondo recentissime ricerche) quelle a disposizione del monastero cistercense di Altzelle.
Lo Specchio Sassone non era tuttavia una legge. Il suo autore perseguiva soltanto lo scopo di conservare la normativa vigente consuetudinaria o meno, come da lui unificata in un repertorio. In base a ciò il testo guadagnò la propria autorità. Il testo non conosce tuttavia una sistematica di tipo moderno ed è costruito per associazione di concetti. Lo specchio Sassone comprendeva due rami del diritto:
- il Landrecht (diritto territoriale), che, fra le altre cose, disciplinava i contadini liberi e trattava questioni di diritto civile relative ai diritti reali e ai rapporti di vicinato, alle successioni a causa di morte, ai rapporti coniugali, ma anche questioni processuali e altre questioni che oggi rientrano nell'ambito del diritto penale
- il Lehnrecht (diritto feudale), che regolava, fra le altre cose, i rapporti fra i vari ceti, l'elezione di imperatori e re, i doveri vassallatici, e dunque costituiva all'epoca una sorta di diritto costituzionale.

Lo Specchio Sassone – basato fondamentalmente sul diritto germanico, anche se con elementi di diritto romano e biblico – fu interpretato come un bastione contro la cosiddetta recezione del diritto romano. Le ricerche più recenti hanno dato maggior rilievo all'importante influsso esercitato sullo Specchio dal diritto canonico.
L'attenzione all'applicazione del diritto, e dunque la vicinanza alla realtà, assicurarono l'accettazione dello Specchio Sassone quale fonte del diritto. Esso si diffuse rapidamente in un ampio spazio, dai Paesi Bassi al Baltico, e servì da modello per altre raccolte di testi giuridici come lo Specchio Sassone di Augusta (Augsburger Sachsenspiegel), lo Specchio Germanico (Deutschenspiegel), lo Specchio Svevo (Schwabenspiegel) e testi analoghi polacchi.

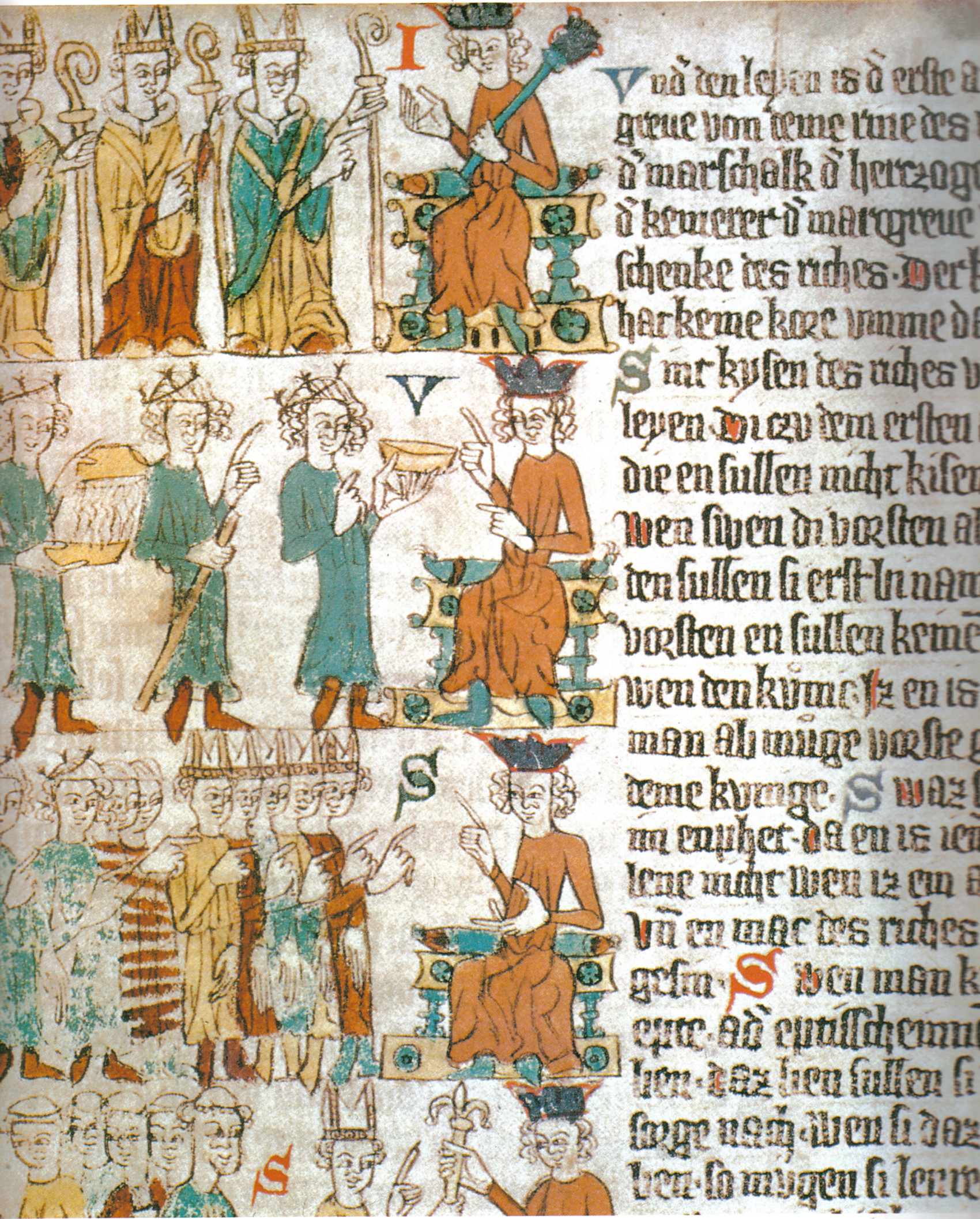
L'elezione del re (Heidelberger Sachsenspiegel, 1300 circa)

Sebbene si tratti soltanto di una raccolta privata e del diritto sassone e del diritto consuetudinario, guadagnò rapidamente un'influenza tale, che nella Sassonia e nella Germania settentrionale fino all'epoca moderna inoltrata servì da elemento fondamentale per l'applicazione del diritto e per la giurisprudenza. Esso si diffuse nella forma detta diritto di Magdeburgo (Magdeburger Recht), in particolare grazie alla colonizzazione tedesca medievale dell'est europeo e alla relativa fondazione di una serie di città, che adottarono diritti cittadini basati sullo Specchio Sassone e ciò anche in borghi delle attuali Polonia, Slovacchia, Bielorussia e Ucraina.
Assieme al Magdeburger Recht fu alla base dell'opera sistematica sul diritto sassone, il Compendium juris Saxonici, di Konrad Lagus (1540 circa).
Lo Specchio sassone è rimasto a lungo in vigore quanto nessun'altra normativa tedesca:
- in Prussia fino alla promulgazione nel 1794 dell'Allgemeines Landrecht für die preußischen Staaten
- nel regno di Sassonia fino alla codificazione del 1865 con il Sächsisches Bürgerliches Gesetzbuch
- nell'Anhalt e in Turingia fu sostituito soltanto nel 1900 dal codice unitario dell'intero Impero Germanico, il Bürgerliches Gesetzbuch.

Elementi dello Specchio sassone si trovano ancora oggi sia in parecchi detti della lingua tedesca come Wer zuerst kommt, mahlt zuerst (chi prima arriva, macina per primo) come in alcune disposizioni dell'attuale diritto civile, per esempio quella sulla sporgenza di rami e radici sul fondo altrui o sulla caduta di frutta sul terreno del vicino.
Lo Specchio sassone ha un particolare valore anche linguistico, in quanto è uno dei primi testi in prosa in tedesco vale quindi come attestazione dell'incipiente unificazione della lingua scritta medio basso-tedesca (Mittelniederdeutsch).